# Lomé
Lomé è la capitale del Togo e il capoluogo della regione Marittima. Con 837 437 abitanti è la città più popolosa dello Stato. Affacciata sul Golfo di Guinea, vicino al confine con il Ghana, è il principale centro industriale ed amministrativo del Togo, oltre che il suo porto più grande.

## Geografia fisica

### Territorio
In origine il comune di Lomé era delimitato dalla laguna a nord, l'oceano Atlantico a sud, il villaggio di Bè a est e la frontiera di Aflao a ovest. A seguito della sua grande espansione è attualmente delimitato dal Groupement Togolais d'Assurances (GTA) a nord, l'oceano Atlantico a sud, la raffineria di petrolio a est e il confine con il Ghana a ovest. La città si sviluppa su una superficie di 333 km², di cui 33 nella zona lagunare.

### Clima
Come nella maggior parte dei climi equatoriali, la città ha due stagioni delle piogge, la principale va da aprile a luglio e una seconda di minore importanza da settembre a novembre.
La temperatura massima media all'ombra è di 30 °C nelle ore pomeridiane e la minima è di 23 °C al mattino. All'inizio dell'anno soffia talvolta l'harmattan, un vento secco proveniente dal Sahara che può far scendere la temperatura a 19 °C durante il mattino.
Il clima di Lomé è inoltre fortemente influenzato dal mare, che lo mitiga. Il caldo è stabile, senza picchi eccessivi, e il vento proveniente dal mare lo rende più piacevole.
La piovosità è, nel contesto di un clima equatoriale, moderata; Lomé gode infatti di un microclima che le consente di avere una piovosità relativamente bassa (800 millimetri annui).
| Lomé                | Mesi | Mesi | Mesi | Mesi | Mesi | Mesi | Mesi | Mesi | Mesi | Mesi | Mesi | Mesi | Stagioni | Stagioni | Stagioni | Stagioni | Anno |
| Lomé                | Gen  | Feb  | Mar  | Apr  | Mag  | Giu  | Lug  | Ago  | Set  | Ott  | Nov  | Dic  | Inv      | Pri      | Est      | Aut      | Anno |
| ------------------- | ---- | ---- | ---- | ---- | ---- | ---- | ---- | ---- | ---- | ---- | ---- | ---- | -------- | -------- | -------- | -------- | ---- |
| T. max. media (°C)  | 31   | 31   | 31   | 31   | 30   | 28   | 27   | 27   | 28   | 30   | 31   | 31   | 31       | 30,7     | 27,3     | 29,7     | 29,7 |
| T. min. media (°C)  | 23   | 25   | 25   | 25   | 24   | 23   | 23   | 23   | 23   | 23   | 23   | 23   | 23,7     | 24,7     | 23       | 23       | 23,6 |
| Precipitazioni (mm) | 9    | 23   | 53   | 96   | 153  | 252  | 91   | 33   | 65   | 75   | 20   | 8    | 40       | 302      | 376      | 160      | 878  |
| Giorni di pioggia   | 0    | 2    | 3    | 5    | 9    | 11   | 6    | 4    | 6    | 6    | 2    | 1    | 3        | 17       | 21       | 14       | 55   |

## Storia
Il toponimo Lomé viene da Alotimé, che in lingua ewe significa "in mezzo alle piante d'Alo". L'Alo è un albero che dominava il sito storico di Lomé al tempo della sua fondazione.
Lomé venne fondata dagli Ewe nel XVIII secolo. Nel 1897 divenne capitale della allora colonia tedesca chiamata Togoland; iniziò così il suo sviluppo urbanistico. Durante la prima guerra mondiale fu occupata dalla Francia e dalla Gran Bretagna, per poi essere controllata solamente dalla Francia a partire dal 1922. La città fu capitale della colonia francese fino al 1960, quando dopo l'indipendenza divenne la capitale del Togo. La popolazione cittadina crebbe a ritmi spaventosi dopo l'indipendenza, basti pensare che se nel 1950 risiedevano a Lomé circa 30 000 persone, venti anni dopo, nel 1970, gli abitanti erano circa 200 000. Ma se la popolazione cresceva, altrettanto non si poteva dire delle vie di comunicazione o dei servizi; questa situazione portò gravi problemi ma non arrestò la crescita. Lomé è una delle città più grandi del golfo di Guinea e la sua espansione l'ha portata a conurbarsi con la vicina cittadina ghanese di Aflao.

## Monumenti e luoghi d'interesse

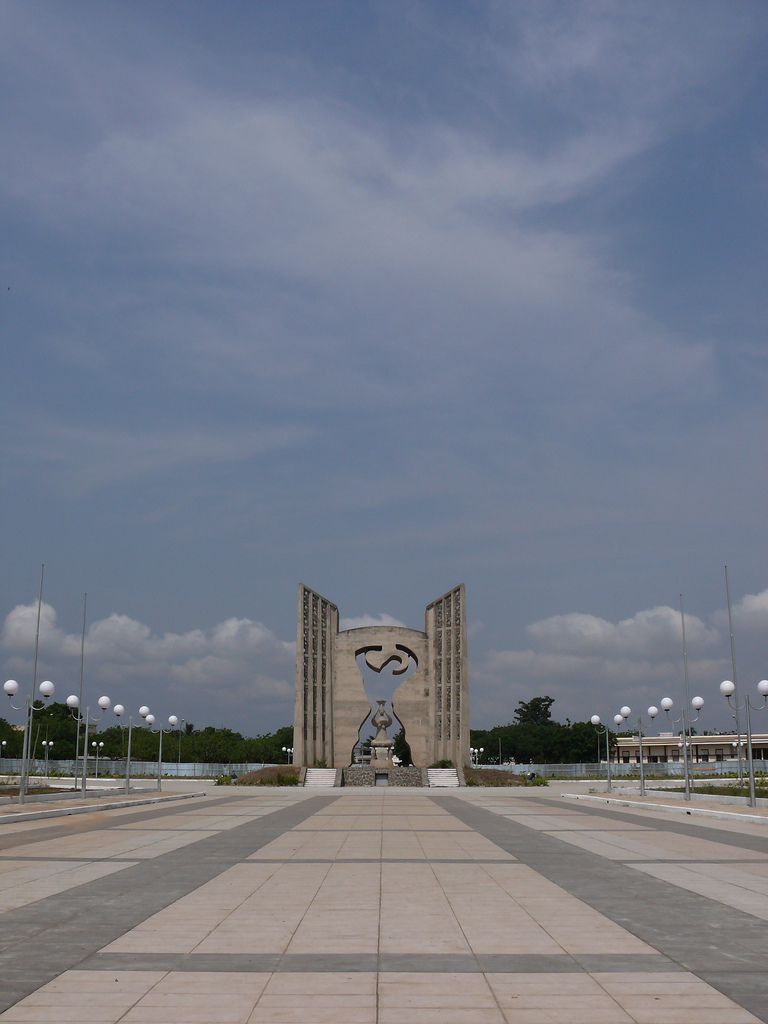
Il Monumento dell'Indipendenza.

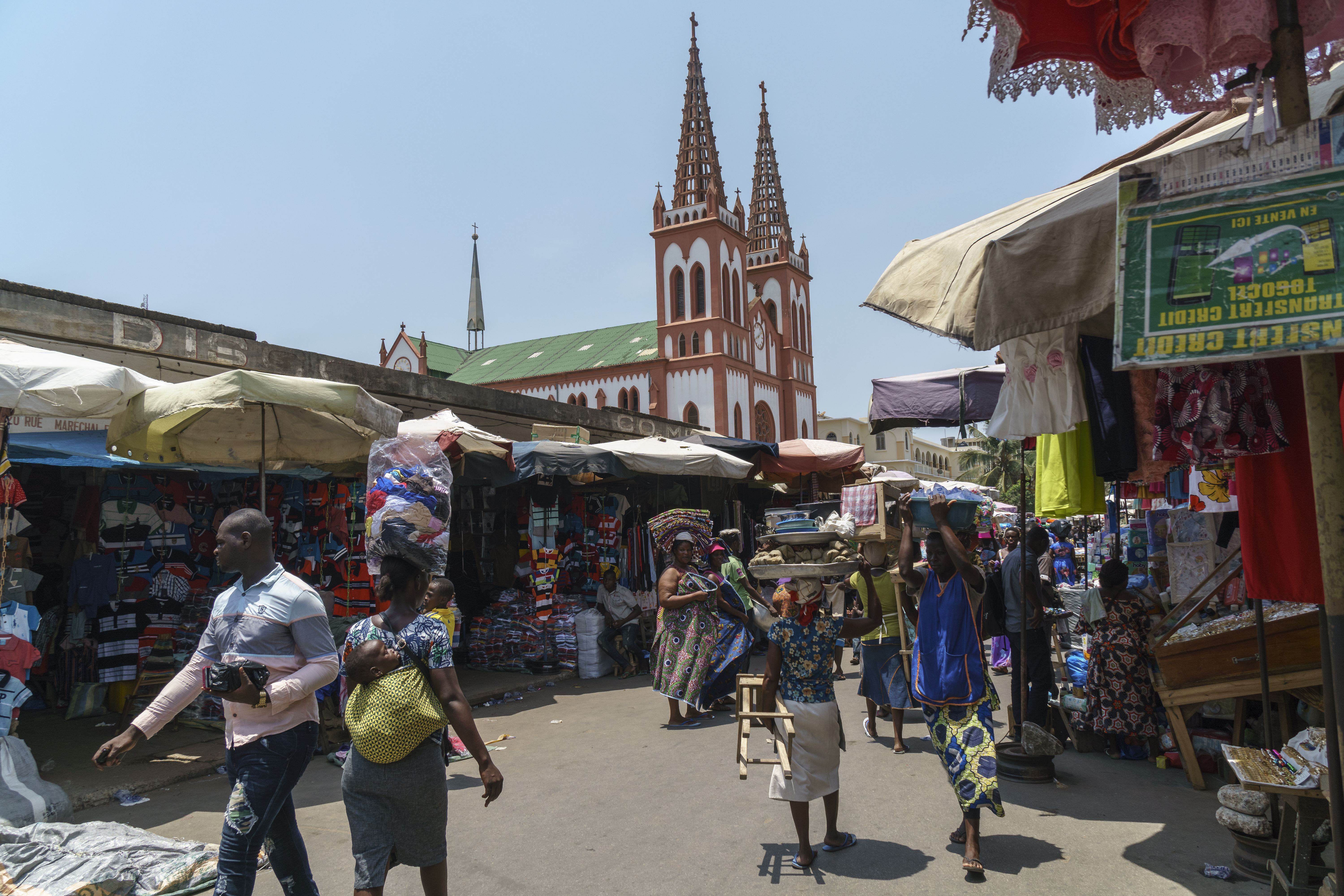
Il Gran Mercato, con la cattedrale sullo sfondo

Luoghi d'interesse nella città sono il Lomé Grand Market, il Museo Nazionale del Togo nel Palais de Congrés, la cattedrale cattolica del Sacro Cuore, in stile gotico tedesco, ma caratteristicamente colorata; le larghe spiagge sabbiose bordano tutto il confine tra la città e l'oceano, tranne che nella zona portuale. È interessante il mercato Akodessewa, che vende fra le altre cose dei feticci e gris-gris, oggetti legati alla religione vudù.
Lomé è una tipica città africana, nel senso che molti stili, influenze e tradizioni diversi sono mescolati tra loro. La città ha grandi viali e piazze, giardini e edifici colorati. Sono presenti diversi residui dell'architettura coloniale della fine del secolo, quali i portici, le gallerie e la cattedrale.
Nella zona ovest un quartiere residenziale si affaccia sul mare. Questa zona ospita le sedi del governo, ad eccezione del Palazzo di Giustizia. Più a nord, vicino al Monumento dell'Indipendenza, c'è la sede del Rassemblement du Peuple Togolais, un importante centro congressi all'interno del quale si trova il Museo Nazionale del Togo. Il museo ospita collezioni, gioielli, strumenti musicali, bambole, ceramiche, armi e molti altri oggetti dell'arte e della tradizione togolese.

## Società

### Evoluzione demografica

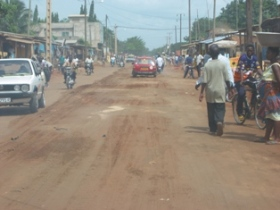
Una strada di Lomé.

| Evoluzione demografica di Lomé | Evoluzione demografica di Lomé |
| ------------------------------ | ------------------------------ |
| 1892                           | 1 500 abitanti                 |
| 1896                           | 2 000 abitanti                 |
| 1900                           | 3 000 abitanti                 |
| 1904                           | 4 000 abitanti                 |
| 1907                           | 6 000 abitanti                 |
| 1911                           | 8 000 abitanti                 |
| 1930                           | 15 000 abitanti                |
| 1938                           | 18 000 abitanti                |
| 1950                           | 33 000 abitanti                |
| 1955                           | 43 000 abitanti                |
| 1960                           | 85 000 abitanti                |
| 1970                           | 186 000 abitanti               |
| 1981                           | 375 499 abitanti               |
| 1990                           | 450 000 abitanti               |
| 1997                           | 573 000 abitanti               |
| 2006                           | 737 751 abitanti               |

### Lingue e dialetti
Lomé è una città cosmopolita nella quale sono parlate numerose lingue e dialetti. Tuttavia esiste una lingua franca, il gen.

## Economia

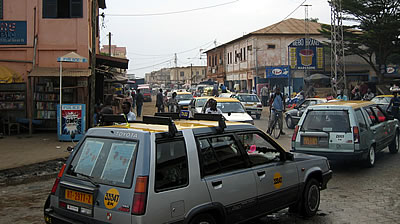
Taxi a Lomé.

Situata a 200 km da Accra e 150 km da Cotonou, Lomé ha un importante porto che include un'area di libero scambio aperta nel 1968. Vengono esportati fosfati, caffè, cacao, cotone e olio di palma. Una gran parte del traffico è effettuata per conto dei paesi vicini come il Ghana, il Mali, il Niger e il Burkina Faso. Il porto ha inoltre una raffineria di petrolio. In città vengono prodotti anche materiali da costruzione, tra cui il cemento del gruppo tedesco Heidelberg Cement.
L'Università di Lomé è molto conosciuta nell'Africa occidentale. L'edificio più alto della città e del Togo è l'Hotel Corinthia (36 piani e 102 metri), albergo a 5 stelle molto moderno. La città ha un grande potenziale perché il turismo è in crescita nel paese. Tuttavia, l'instabilità politica degli ultimi anni ha gravemente colpito il settore turistico. Nel 2003 il Togo ha ricevuto 57 539 visitatori, con un incremento dell'1% rispetto al 2002. Il 22% dei turisti provengono dalla Francia, il 10% dal Burkina Faso e il 9% dal Benin.

## Infrastrutture e trasporti
La città è servita dal vicino Aeroporto Internazionale di Lomé-Gnassingbé Eyadéma situato nel quartiere Tokoin, raggiungibile tramite la vecchia ferrovia che univa la capitale a Blitta, ora interrotta allo scalo aeroportuale.

## Geografia antropica

### Suddivisioni amministrative
Dal punto di vista amministrativo Lomé è un comune (in francese commune), l'unico dello Stato e costituisce una suddivisione amministrativa di secondo livello al pari delle prefetture. È composto da 5 arrondissement che hanno la seguente popolazione (dato censimento 2010):
- Arrondissement 1, 25 876 abitanti
- Arrondissement 2, 346 747 abitanti
- Arrondissement 3, 187 573 abitanti
- Arrondissement 4, 60 031 abitanti
- Arrondissement 5, 217 210 abitanti

## Amministrazione

### Gemellaggi
Lomé è gemellata con:
- Taipei, dal 1966
- Bay City
- Shenzhen, dal 1996
- Duisburg